# Усть-Кам'янка
У́сть-Кам'янка — село в Україні, у Грушівській сільській територіальній громаді Криворізького району Дніпропетровської області.
Населення — 444 мешканці.
В селі є чудовий храм Святителя Іова (Борецького) митрополита Київського і Галицького за адресою  вул. Набережна,24  перебудований з звичайної сільської хати яку ієрей  Артемій Логвинов викупив за свої власні кошти щоб жителям села було де помолитися і прославляти  Бога. Храмове свято 15 березня. Ієрей Артемій  старається духовно підняти село і думає про його благоустрій з допомогою місцевої громади.

## Географія
Село Усть-Кам'янка розміщене на правому березі річки Кам'янка в місці впадання її в річку Базавлук. На півдні межує з селищем Гранітне, на сході з містом Покров, на півночі з селом Шолохове Нікопольського району, та на заході з селищем Токівське. На протилежному березі річки Базавлук розташований шламовий ставок «Криві луки» (≈3,5 км ²).

## Визначні пам'ятки
Біля села було знайдено один з найбільших в Україні сарматський могильник з близько сотні поховань в яких збереглися кістки вівці, мечаси з серпоподібним або кільцеподібним навершям, бронзові фібулі та дзеркала, ліпний і гончарний посуд.

## Населення
Згідно з переписом УРСР 1989 року чисельність наявного населення села становила 445 осіб, з яких 206 чоловіків та 239 жінок.
За переписом населення України 2001 року в селі мешкало 437 осіб.

### Мова
Розподіл населення за рідною мовою за даними перепису 2001 року:
| Мова       | Відсоток |
| ---------- | -------- |
| українська | 94,82 %  |
| російська  | 4,05 %   |
| білоруська | 0,23 %   |
| угорська   | 0,23 %   |
| інші       | 0,67 %   |